# شمشون كايودي
شمشون كايودي (بالتايلندية: ณรงค์ จันทร์เสวก)‏ (10 أغسطس 1986 في تايلاند - ) هو لاعب كرة قدم تايلندي في مركز الوسط. شارك مع منتخب تايلاند لكرة القدم. أما مع النوادي، فقد لعب مع نادي تشونبوري وJumpasri United F.C. ‏ وThailand Tobacco Monopoly F.C. ‏ ونادي باثوم يونايتد وArmy United F.C. ‏ وSuphanburi F.C. ‏.

## وصلات خارجية
- شمشون كايودي على موقع قاعدة بيانات كرة القدم.إي يو (الإنجليزية)
- شمشون كايودي على موقع ناشيونال فوتبول تيمز (الإنجليزية)
- شمشون كايودي على موقع Soccerway.com (الإنجليزية)
- شمشون كايودي على موقع عالم كرة القدم.نت (الإنجليزية)